# Риос, Ричард
Ри́чард Ри́ос Монто́йя (исп. Richard Ríos Montoya; род. 2 июня 2000, Вегачи) — колумбийский футболист, полузащитник клуба «Бенфика» и сборной Колумбии.

## Клубная карьера
Риос — воспитанник бразильского клуба «Фламенго». 23 января 2020 года в поединке Лиги Кариока против «Васко да Гама» Ричард дебютировал за основной состав. 27 сентября в матче против «Палмейрас» он дебютировал в бразильской Серии A. В своём дебютном сезоне он помог клубу выиграть чемпионат и Лигу Кариока. Летом 2021 года Риос на правах аренды перешёл в мексиканский «Масатлан». 27 июля в матче против «Крус Асуль» он дебютировал в мексиканской Примере.

## Достижения

### Командные
«Фламенго»
- Чемпион Бразилии: 2020
- Победитель Лиги Кариока (2): 2020, 2021

«Палмейрас»
- Чемпион Бразилии: 2023
- Победитель Лиги Паулиста: 2024

Сборная Колумбии
- Финалист Кубка Америки: 2024